# Tocatlán
Tocatlán è una municipalità dello stato di Tlaxcala, nel Messico centrale, il cui capoluogo è la omonima località.
La municipalità conta 5.589 abitanti (2010) e ha un'estensione di 14,27 km².